# Volley Top Luzern 2016-2017 (maschile)
Questa voce raccoglie le informazioni riguardanti il Volley Top Luzern nella stagione 2016-2017.

## Organigramma societario
Area direttiva
- Presidente: Josef Wicki

Area organizzativa
- Team manager: Gabriel Wey

Area comunicazione
- Responsabile comunicazione: Markus Brand

Area tecnica
- Allenatore: Lauren Bertolacci
- Secondo allenatore: Rafael Dürr

Area sanitaria
- Medico: Arnold Eggenschwiler
- Fisioterapista: Nathalie Roos

## Rosa
| N° | Nome              | Ruolo | Data di nascita   | Nazionalità sportiva |
| -- | ----------------- | ----- | ----------------- | -------------------- |
| 1  | Jörg Gautschi     | L     | 3 novembre 1984   | Svizzera             |
| 2  | Peer Harksen      | P     | 30 dicembre 1995  | Svizzera             |
| 3  | Luca Widmer       | P     | 31 luglio 1997    | Svizzera             |
| 4  | Nick Amstutz      | C     | 23 agosto 1993    | Svizzera             |
| 5  | Luca Müller       | S     | 8 maggio 1993     | Svizzera             |
| 6  | Tim Häfelfinger   | S     | 9 settembre 1995  | Svizzera             |
| 7  | Gerrard Lipscombe | S     | 4 giugno 1993     | Australia            |
| 8  | Noah Eichenberger | S/O   | 13 agosto 1987    | Svizzera             |
| 9  | Frederic Wicki    | S     | 16 aprile 1998    | Svizzera             |
| 10 | Marcel Häfliger   | C     | 7 settembre 1988  | Svizzera             |
| 11 | Jonas Wigger      | L     | 15 ottobre 1996   | Svizzera             |
| 12 | Ben Hensler       | C     | 19 settembre 1994 | Svizzera             |
| 13 | Reto Willimann    | S/O   | 13 aprile 1991    | Svizzera             |

## Mercato
| Acquisti | Acquisti          | Acquisti     | Acquisti   |
| R.       | Nome              | da           | Modalità   |
| -------- | ----------------- | ------------ | ---------- |
| S        | Tim Häfelfinger   | Gelterkinden | definitivo |
| C        | Ben Hensler       | Einsiedeln   | definitivo |
| S        | Gerrard Lipscombe | Grand Canyon | definitivo |
| S        | Luca Müller       | Schönenwerd  | definitivo |
| P        | Luca Widmer       | Emmen-Nord   | definitivo |
| L        | Jonas Wigger      | Emmen-Nord   | definitivo |

| Cessioni | Cessioni          | Cessioni   | Cessioni   |
| R.       | Nome              | a          | Modalità   |
| -------- | ----------------- | ---------- | ---------- |
| S/O      | Lorenz Eichhorn   | Amriswil   | definitivo |
| L        | Florian Keller    | -          | ritirato   |
| C        | Gianmarco Meier   | -          | ritirato   |
| P        | Michael Suter     | -          | ritirato   |
| S        | Luca Ulrich       | Losanna UC | definitivo |
| S        | Raphael Zurgilgen | -          | definitivo |

## Statistiche

### Statistiche di squadra
| Competizione      | Punti | In casa | In casa | In casa | In trasferta | In trasferta | In trasferta | Totale | Totale | Totale |
| Competizione      | Punti | G       | V       | P       | G            | V            | P            | G      | V      | P      |
| ----------------- | ----- | ------- | ------- | ------- | ------------ | ------------ | ------------ | ------ | ------ | ------ |
| Lega Nazionale A  | 24    | 13      | 7       | 6       | 14           | 5            | 9            | 27     | 12     | 15     |
| Coppa di Svizzera | -     | 1       | 0       | 1       | 1            | 1            | 0            | 2      | 1      | 1      |
| Totale            | -     | 14      | 7       | 7       | 15           | 6            | 9            | 29     | 13     | 16     |

G = partite giocate; V = partite vinte; P = partite perse

### Statistiche dei giocatori
NB: Non sono disponibili i dati relativi alla Lega Nazionale A e alla Coppa di Svizzera